# Церква Вознесіння Господнього (Кальне)
Церква Вознесіння Господнього (також церква Святого Архангела Михаїла) — дерев'яна церква у селі Кальне Стрийського району Львівської області. Належить до класичного бойківського типу дерев'яних церков. Має статус пам'ятки архітектури національного значення, охоронний № 515. Парафія церкви підпорядковується Сколівському деканату Самбірсько-Дрогобицької єпархії Львівської митрополії УГКЦ.

## Історія
Церква у Кальному зведена у 1820 році майстром Михайлом Биленем, ймовірно, на місці попередньої, та освячена в ім'я Святого Архангела Михайла. У 1883 році майстри Федір і Карп Косиловичі здійснили капітальний ремонт храму. У 1895 році в церкві встановили новий іконостас, а майстер Іван Томанек із Калуша створив розписи інтер'єру.
У 1930 році відремонтували дах церкви, замінивши первісний ґонтовий на бляшаний. За незалежної України церкву переосвятили на честь Вознесіння Господнього, пізніше добудували до вівтарної частини ризницю, а 2010 року церкву вчергове відремонтували, цього разу значно спотворивши первісний її вигляд.

## Опис
Вознесенська церква у Кальному — дерев'яна, зі смерекових брусів, з'єднаних на наріжжях простим замком, тризрубна, триверха. План церкви — типовий для бойківської архітектури: квадратні зруби, центральний з яких — нава — більший за бічні, до нього зі сходу і заходу прилучаються менші за площею і трохи вужчі бічні зруби — вівтарна частина і бабинець відповідно. Центральний зруб увінчаний верхом складного комбінованого типу «два восьмерики на четверику» з трьома заломами, на бічних зрубах верхи дещо простіші за формою — восьмибічні, з двома заломами. Всі три верхи вкриті восьмибічними наметовими банями, увінчаними маківками на високих восьмибічних сліпих ліхтарях.
По периметру церкви проходить піддашшя, що спирається на східчасті випусти вінців, яке, окрім практичної функції (відведення дощової води від підвалин), візуально об'єднує всі три об'єми в одне ціле. Стіни вище піддашшя оббиті бляхою. На другому ярусі бабинця розташована аркада-галерея, що оточує об'єм з трьох сторін.
Внутрішній простір церкви розкритий у висоту до основи другого залому, де перекривається пласкими стелями. На другому поверсі бабинця міститься емпора, перероблена в хори з виходом на галерею. Між бабинцем і навою — широкий і високий арковий проріз. Стіни церкви вкриті альфрейним живописом, деякі з композицій збереглися від первісного розпису церкви в 1895 році. Прикрашає церкву чотириярусний іконостас кінця XIX ст., виконаний в в академічному стилі, на верхньому ярусі іконостасу — зображення святих апостолів.
Особливістю церкви є досить добре збережені написи різними мовами, за якими можна відслідкувати основні віхи історії храму. Дата зведення церкви позначена різьбленим написом польською на надпоріжнику вхідних дверей — «Dnia 18 juni 1820 A». Напис польською на верхній балці перил хорів повідомляє про творців церкви: «Roku 1820 Mychayło Byłeń 1szy x Mayster z Chytaru, Petro Iwanikowicz 2gi Kalnianski v Jozeph Saczkiewicz paroch Kalnianski mpr Wicsty Chudiowicz Wóyt mapr // 3ci Anton Iurowicz 4 Teodor Iwanikowicz Mateos Diakowicz reient». Недатований різьблений напис на нижній балці хорів повідомляє, що ктитором храму був Лука Шептак. Факт ремонту церкви у 1883 році засвідчує напис на верхній балці західних перил галереї другого ярусу бабинця: «Федоръ х Коселовыч Ро 1883х30 серпнѩ Карпа х Коселовыч». Розпис церкви у 1895 році фіксує напис червоною фарбою на хорах: «Храмъ сей отновлен года 1895». Під аркадою на західному боці бабинця напис «Року 1930» свідчить про черговий ремонт церкви у 1930 році, коли замінили матеріал даху.

### Дзвіниця
На південний захід від церкви стоїть дерев'яна, зі смерекових брусів дзвіниця, зведена у 1837 році, яка, судячи з наскрізного проходу в нижньому ярусі, слугувала брамою. Будівля квадратна у плані, триярусна, перші два яруси зрубні, третій каркасний у вигляді галереї-аркади, завершена восьмигранним наметом.